# Архиепархия Глазго
 Архиепархия Глазго  (лат. Archidioecesis Glasguensis) — архиепархия Римско-Католической Церкви с центром в городе Глазго, Шотландия. В архиепархию Глазго входят епархии Мотеруэлла и Пейсли. Кафедральным собором архиепархии Глазго является Собор Святого Андрея в Глазго. Архиепархия Глазго объединяет 106 католических приходов.

## История
Епархия Глазго была основана в VI веке святым Мунго. В XII веке епархия Глазго приобрела важное значение при правлении короля Давида I. Епархия в то время была одной из самых больших и обеспеченных епархий в королевстве Шотландия. Между 1175 и 1178 годами местный епископ получил значительные преференции от короля Вильгельма I. Почти все епископы архиепархии Глазго принимали активное участие в борьбе против Англии за независимость Шотландии. Они занимали ответственные посты при шотландском королевском дворе, многие из них были регентами независимой Шотландии. В 1272 году епископ Роберт Уишарт († 1316 году) вместе королём Робертом I и Уильямом Уоллесом участвовал в войне за независимость Шотландии.
9 января 1492 года папа римский Иннокентий VIII преобразовал епархию Глазго в архиепархию.
В 1560 году, когда актом шотландского парламента деятельность Римско-Католической церкви была запрещена. Последним епископом архиепархии Глазго перед Реформацией был Джеймс Битон, который нашел убежище в Париже, Франция, где и умер 24 апреля 1603 года.
13 февраля 1827 года от архиепархии Глазго отделился Апостольский викариат Эдинбурга (сегодня — Архиепархия Сент-Эндрюса и Эдинбурга). 4 марта 1878 года часть территории архиепархии Глазго отошла епархии Галлоуэя, которую учредил папа римский Лев XIII буллой Ex supremo Apostolatus. 25 мая 1947 года часть территории архиепархии Глазго отошла епархиям Мотеруэлла и Пейсли, а архиепархия Глазго была повышена до уровня митрополии.

## Ординарии
В списке указаны епископы после восстановления католической иерархии в 1827 году.
- архиепископ Рэнальд Макдональд (13.02.1827 — 20.09.1832);
- архиепископ Эндрю Скотт (20.09.1832 — 15.10.1845);
- архиепископ Джон Мердок (15.10.1845 — 15.12.1865);
- архиепископ Джон Грей (15.12.1865 — 4.03.1869);
- архиепископ Чарльз Петр Эйр (15.03.1878 — 27.03.1902);
- архиепископ Джон Магуайр (4.08.1902 — 14.10.1920);
- архиепископ Дональд Макинтош (24.02.1922 — 8.12.1943);
- архиепископ Дональд Альфонсус Кэмпбелл (6.01.1945 — 22.07.1963);
- архиепископ Джеймс Дональд Скэнлан (29.01.1964 — 23.04.1974);
- кардинал Томас Джозеф Уиннинг (23.04.1974 — 17.06.2001);
- архиепископ Марио Джозеф Конти (15.01.2002 — 25.07.2012);
- архиепископ Филипп Тарталья (25.07.2012 — 13.01.2021);
- архиепископ Уильям Нолан (05.02.2022 — по настоящее время).

## Источник
- Annuario Pontificio, Libreria Editrice Vaticana, Città del Vaticano, 2003, ISBN 88-209-7422-3
- Булла Ex supremo Apostolatus Архивная копия от 14 июня 2010 на Wayback Machine, AAS 11 (1878), стр. 5  (англ.)